# Karl Wilhelm Ferdinand Solger
Karl Wilhelm Ferdinand Solger, född den 28 november 1780 i Schwedt an der Oder, död den 20 oktober 1819 i Berlin, var en tysk filosof och estetiker. Han var far till Adelheid Solger.
Solger studerade för Schelling i Jena och Fichte i Berlin samt blev sedermera professor i filosofi Frankfurt an der Oder och flyttade därifrån till Berlin. Utom en förträfflig översättning av Sofokles (2 band, 1808: flera upplagor) utgav Solger Erwin. Vier Gespräche über das Schöne und die Kunst (2 band, 1815; ny upplaga 1907) och Philosophische Gespräche (1817). Nachgelassene Schriften und Briefwechsel utgavs av Ludwig Tieck och Friedrich von Raumer (2 band, 1826), och en samling Vorlesungen über die Ästhetik utgavs av Karl Wilhelm Ludwig Heyse (1829). Solger stod som filosof mycket nära nyromantikerna, men skilde sig från dem genom skärpan och konsekvensen i sitt tänkande. Genom sitt framhållande av negationens betydelse i fråga om världsförklaringen blev han en föregångare till Hegel. Också i Norden var han känd, och hans estetik har bland annat påverkat Runeberg. Hans estetiska åsikter är utförligt skildrade i Gustaf Ljunggrens Framställning af de förnämsta estetiska systemerna (första delen, andra upplagan 1869).